# Сулозеро (селище залізничної станції)
Сулозеро (рос. Сулозеро) — залізнична станція в Онезькому районі Архангельської області Російської Федерації.
Населення становить 3 особи. Входить до складу муніципального утворення Золотухське поселення.

## Історія
Від 2004 року входить до складу муніципального утворення Золотухське поселення.

## Населення
| 2002 | 2010 | 2012 |
| ---- | ---- | ---- |
| 7    | ↘4   | ↘3   |